# Бьюкенен (город, Либерия)
Бьюке́нен (англ. Buchanan), также Гранд-Басса или Гранд-Баса́́ — город в Либерии. Административный центр графства Гранд-Баса. Был назван в честь Томаса Бьюкенена, первого губернатора Либерии.

## География
Расположен в центральной части страны, в 110 км к юго-востоку от столицы страны, города Монровия, недалеко от устья реки Сент-Джон.

## Экономика
Одна из основных отраслей экономики — рыболовство. В городе кончается неиспользуемая сейчас железная дорога, идущая от железных рудников в графстве Нимба.

## Население
По данным на 2013 год численность населения составляет 35 688 человек. Третий по величине город страны.
Динамика численности населения города по годам:
| 1984   | 1988   | 1993   | 2008   | 2013   |
| ------ | ------ | ------ | ------ | ------ |
| 24 000 | 29 000 | 25 000 | 34 270 | 35 688 |